# Programming Languages Software Award
Der Programming Languages Software Award von ACM SIGPLAN wird in der Regel jährlich verliehen für die Entwicklung von Software-Systemen mit Einfluss auf die Forschung zu Programmiersprachen. Er ist mit 2500 Dollar dotiert und wird an Institutionen oder Einzelpersonen verliehen. Der Preis wird auf der PLDI-Konferenz verliehen (PLDI für Programming Language Design and Implementation).

## Preisträger
- 2010 LLVM Compiler Infrastruktur, der Preis ging an Chris Lattner
- 2011 Glasgow Haskell Compiler (GHC) für die Programmiersprache Haskell, den Preis empfingen Simon Peyton Jones, Simon Marlow
- 2012 Jikes Research Virtual Machine (RVM), ein virtueller Computer, der in Java geschrieben wurde und Open Source ist und auf dem Java-Programme laufen.
- 2013 Coq
- 2014 GNU Compiler Collection (GCC)
- 2015 Z3 Theorem Prover von Microsoft
- 2016 V8 JavaScript Engine
- 2018 Racket
- 2019 Scala
- 2020 Pin von Intel
- 2021 WebAssembly
- 2022 CompCert